# Хотел Трансилванија 3: Одмор почиње!
Хотел Трансилванија 3: Одмор почиње! (енгл. Hotel Transylvania 3: Summer Vacation) је амерички рачунарски-анимирани чудовишно-хумористички филм из 2018. године продуциран од стране Sony Pictures Animation и дистрибуиран од стране Sony Pictures Releasing-а. Представља трећи део у франшизи Хотел Трансилванија и наставак филма Хотел Трансилванија 2 (2015), редитеља Џендија Тартаковског и писаца Тартаковског и Мајкла Макалерса, и своје улоге понављају Адам Сандлер (Гроф Влад Тепуш III) Енди Семберг, Селена Гомез (Мејвис Дракула Логран) Кевин Џејмс (Френк), Стив Бусеми (Вејн Вајрвулф), Моли Шенон (Ванда Вајрвулф), Сади Сандлер (Вини Вајрвулф),  Дејвид Спејд (Грифин), Киган-Мајкл Ки (Мари Мумија), Џо Вајт (Плишко), Ашер Блинкоф (Денис Логран), Крис Парнел (Стен), Мел Брукс (Гроф Влад Тепуш II) Џим Гафиган (Професор Абрахам Ван Хелсинг) Кетрин Хан (Ерика Ван Хелсинг) Џо Џонас (Кракен) Тара Стронг (Џинџер) и Тартаковски (Стив Блобан).
Хотел Трансилванија 3 премијерно је приказан 13. јуна 2018. године на Филмском фестивалу анимираних филмова Анси и биоскопски је издат 13. јула у Сједињеним Државама. Филм је биоскопски издат 2. августа 2018. године у Србији од стране Con Film-а. Српску синхронизацију је радио студио Ливада Београд. Филм је добио помешане критике критичара и зарадио 528 милиона америчких долара широм света у наспрам буџета од 80 милиона америчких долара. Представља филм са највећом зарадом у серији Хотел Трансилванија и филм с најбољом зарадом Sony Pictures Animation-а у свету који је у потпуности анимиран. Наставак, Хотел Трансилванија: Трансформанија, издат је у јануару 2022. године.

## Радња
Давне 1897. године, Дракула и његови пријатељи маскирани путују возом за Будимпешту. Међутим, Дракулин непријатељ, професор Абрахам ван Хелсинг, укрцава се у воз и открива чудовишта; чудовишта беже пењајући се кроз кров, а Дракула гура своје пријатеље из воза због њихове безбедности. Ван Хелсинг постаје опседнут уништавањем Дракуле, али га непрестано надмудрује.
У данашње време, после неколико недеља након другог филма, Дракула несметано води хотелски посао са ћерком Мејвис и зетом Џонијем. Драк је депресиван што је остао самац након смрти своје супруге Марте упркос покушајима да се сретне са неким. Погрешно тумачећи ово као стресом од прекомерног рада, Мејвис резервише крстарење како би сви могли предахнути и провести више времена заједно као породица. Дракула, Џони, Мејвис, Денис и гости хотела укрцавају се на крузер који се зове Наслеђе. Дракула види људског капетана брода, Ерику, и одмах се заљубљује у њу, нешто што је сматрао немогућим, јер је већ раније „зингнуо”.
Ерика одлази у приватну и тајну собу на доњим палубама где се среће са Абрахамом ван Хелсингом, потајно свог прадеду. Ван Хелсинг је готово у потпуности механизовао своје тело како би избегао смрт и има план да елиминише сва чудовишта: по доласку крстарења у изгубљени град Атлантиду, користиће инструмент уништења у рушевинама Атлантиде. Ван Хелсинг тера Ерику да јој обећа да неће претходно извршити атентат на Дракулу, али она у сваком случају понавља поновљене неуспешне покушаје. Дракулини пријатељи чују како се Ерика жали на њену немогућност да буде с њим и погрешно то тумаче као знак наклоности. Дракула нервозно позива Ерику на састанак, а она прихвата јер ово види као још једну прилику да га убије. Док обједују на пустом острву, Ерика се неочекивано почиње заљубљивати у Драка, након што сазнају за прошлост једно другог.
Мејвис открива да је Дракула заинтересован за Ерику и постаје сумњичав према Ерикиним мотивима. Брод за крстарење стиже до Атлантиде која је претворена у казино; Дракула одлучи да каже Мејвис истину о Ерики, али се збуни када Ерика уђе у подземну крипту. Драк је прати, са Мејвис не заостајући, и сазнаје да је Ерицка за „породичним наследством”. Уз Дракулину помоћ, она избегава замке око предмета и бежи. Мејвис стиже и суочава се са њима, а Дракула признаје да је „зинговао” са Ериком, на Мејвисино изненађење и збуњеност. Након што Ерици кажу шта је „зинг”, она одбацује Дракулаина романтична осећања, остављајући Дракулу потиштеним.
Жалосна Ерика даје ван Хелсингу предмет—инструмент уништења—и он поставља замку за чудовишта на плесној забави. Приметивши да је Дракула још увек депресиван због Ерике, Мејвис прима савет од Џонија и говори њеном оцу да разговара са Ериком, признајући да се плашила да је он остави, што смирује Дракове страхове. Ван Хелсинг се појављује и одгурује DJ-а, а ожалошћена Ерика принуђена је да открије да је његова праунука. Ван Хелсинг представља инструмент за уништавање, случај за нотни запис, и пушта песму која нагони пријатељског Кракена који живи у близини острва да нападне чудовишта. Дракула покушава да заустави Кракена, али се повређује. Ерика спашава Дракулу од Кракена и моли се свог прадеду да заустави уништавање, признајући јој љубав према Драку. То разбесни ван Хелсинга и напада их обоје.
Да би се смирио Кракен, Џони отвара преносни DJ комплет и пушта позитивне песме („Good Vibrations” и „Don't Worry, Be Happy”) да победи песму ван Хелсинга. Након пуштања песме „Macarena”, Кракен је опуштен и срећан заувек; ван Хелсинг није у стању да се супротстави песми јер сви почињу да плешу, укључујући музички лист, који се током процеса раскомада. Када ван Хелсинг такође плеше, случајно се оклизне и падне, али Дракула га спашава. Дирнут љубазношћу, ван Хелсинг се извињава чудовиштима и даје свима пун повраћај новца за крстарење, пре него што их пошаље назад.
По повратку у Хотел Трансилванија, Дракула запроси Ерику, која замуцка на питање пре него што прихвати.

## Улоге
| Улога                       | Глас              | Српски глас              |
| --------------------------- | ----------------- | ------------------------ |
| Гроф Влад Тепуш III         | Адам Сандлер      | Драган Мићановић         |
| Џонатан Логран              | Енди Семберг      | Александар Радојичић     |
| Мејвис Дракула Логран       | Селена Гомез      | Ива Манојловић           |
| Виктор "Френк" Франкенштајн | Кевин Џејмс       | Небојша Миловановић      |
| Рудолф "Инвисибл" Грифин    | Дејвид Спејд      | Марко Марковић           |
| Вејн Вајрвулф               | Стив Бусеми       | Марко Марковић           |
| Мари Мами                   | Киган-Мајкл Ки    | Скај Виклер              |
| Ванда Вајрвулф              | Моли Шенон        | Јелена Петровић          |
| Денис Логран                | Ашер Блинкоф      | Снежана Јеремић Нешковић |
| Јунис Франкенштајн          | Френ Дрешер       | Наташа Марковић          |
| Ерика ван Хелсинг           | Кетрин Хан        | Тамара Алексић           |
| Абрахам ван Хелсинг         | Џим Гафиган       | Стефан Бундало           |
| Гроф Влад Тепуш II          | Мел Брукс         | Предраг Ејдус            |
| Вини Вајрвулф               | Сади Сандлер      | Ана Живановић Чубрило    |
| Стенфорд "Стен" Фиши        | Крис Парнел       | Александар Радојчић      |
| Тинклс Логран               | Џо Вајт           | Тамара Алексић           |
| Кракен Октопус              | Џо Џонас          | Лако Николић             |
| Џинџер Франкенштајн         | Тара Стронг       | Ана Симић                |
| Стивен Блоби                | Џенди Тартаковски | оригинални глас          |
| Ел Чупакабра XIII           | Хаиме Камил       | Скај Виклер              |